# 葉山尻支石墓群

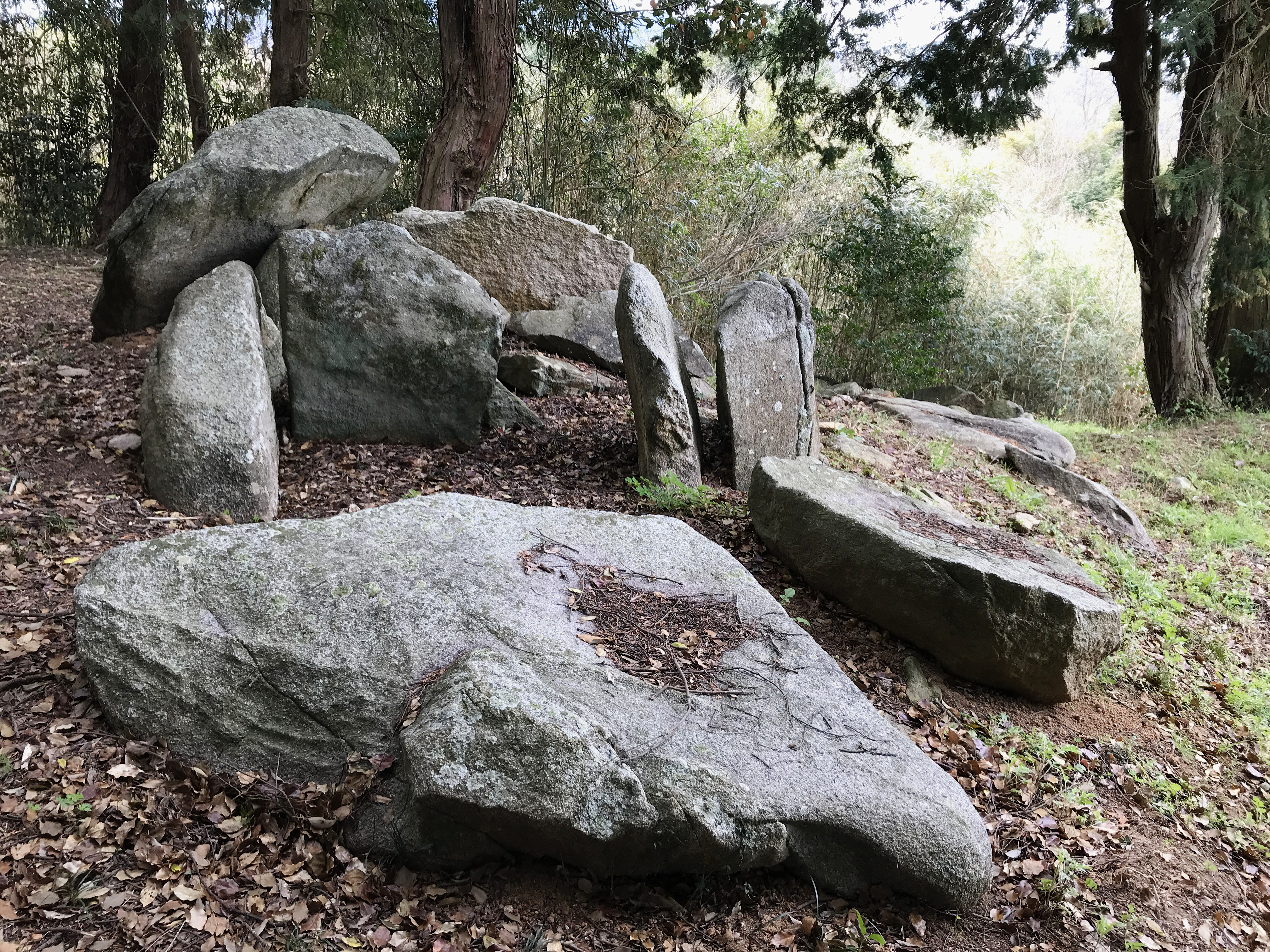
最高所の支石墓

葉山尻支石墓群（はやまじりしせきぼぐん）は、佐賀県唐津市大字半田字葉山尻に所在する弥生時代の支石墓群である。1966年（昭和41年）12月19日、国の史跡に指定され、2014年（平成26年）10月6日には、指定名称変更および追加指定により国の史跡「唐津松浦墳墓群（葉山尻支石墓群・大友遺跡・森田支石墓群・桜馬場遺跡）」の構成遺跡となった。

## 概要
本支石墓群は、鏡山の南方に所在する飯盛山の北側裾部の微高地に立地している。1951年（昭和26年）の開墾中に発見され、1952年（昭和27年）と翌年に発掘調査が行われた。

## 発掘調査
調査では、支石墓4基、甕棺墓26基が検出され、弥生時代前期～中期の支石墓であることが確認された。さらに1基が、1955年（昭和30年）に検出されている。甕棺墓は弥生時代前期～中期のもので、いくつかの小郡に分かれている。

## 規模・形状・埋葬施設・副葬品
これら支石墓の上石の石材は、花崗岩であり、平面が隅丸長方形もしくは楕円形で、長さ1.3～2.0メートル、幅1.15～1.4メートル、厚さ0.2～0.5メートル、4～6個の支石で支えられている。
- 1号支石墓は、5基のうち最北方にあり、甕棺墓が6基検出されている。1基以外は直立・倒置埋葬である。
- 2号支石墓の埋葬施設は平面が隅丸長方形の土壙墓で、長さ1.6メートル、幅0.65メートル、深さ0.8メートル。この支石墓のそばから2基の甕棺墓がみつかっている。
- 3号支石墓は最高所にあり、埋葬施設は平面が円形に近い土壙墓で、長さ1.58メートル、幅1.44メートル、深さ0.5～0.7メートル。この支石墓のそばからも2基の小児甕棺がみつかっている。
- 4号支石墓の埋葬施設は、平面が楕円形の土壙墓で、長さ1.5メートル、幅0.65メートル、深さ0.7メートル。
- 5号支石墓は、本微高地の西斜面にしょざいし、埋葬施設は未発掘でその詳細は不明であるが、土坑墓の可能性が強いと見られている。支石の間か供献土器と見られる弥生時代前期の墓がみつかっている。

2基から管玉の7個が副葬品として出土している。

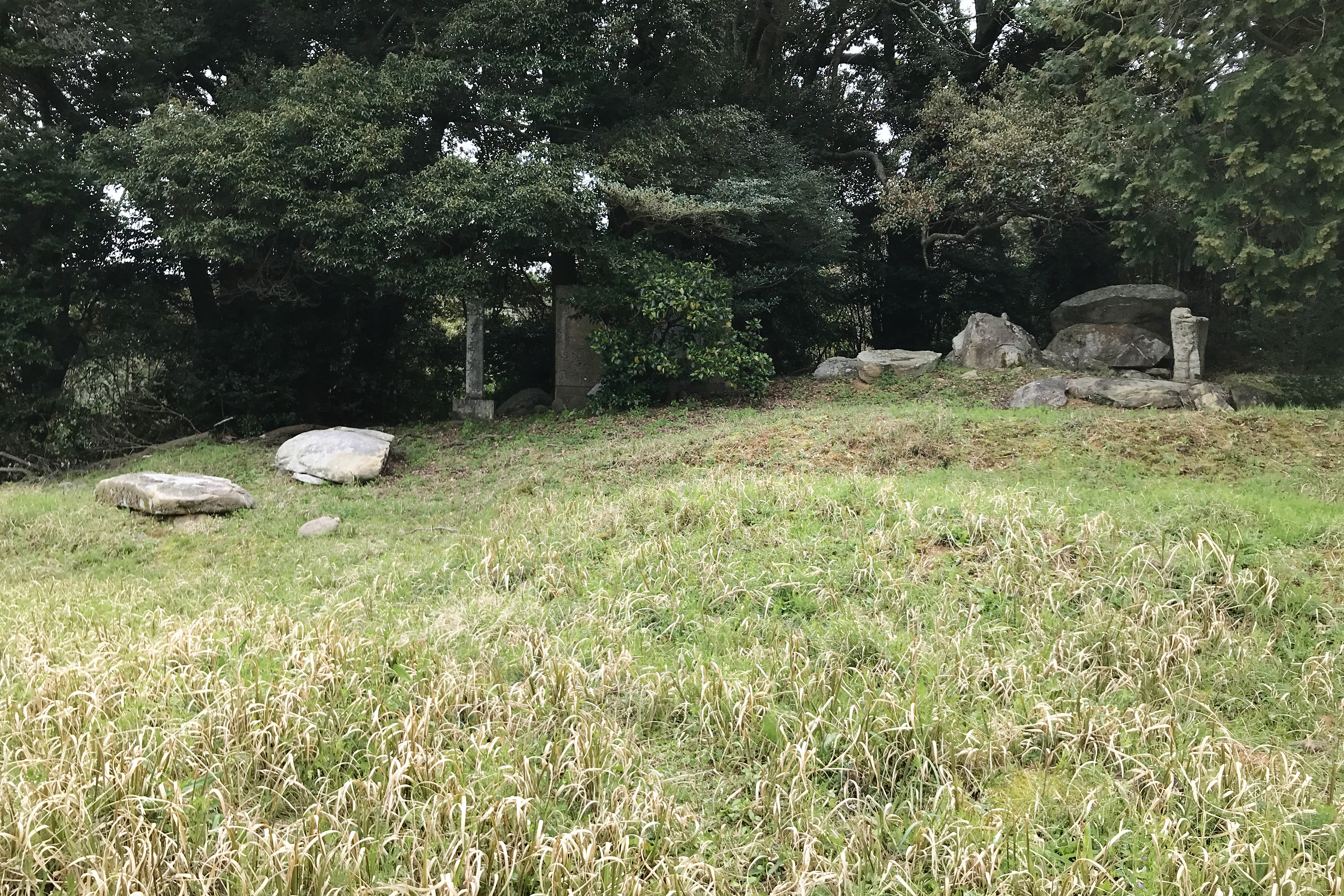
全景
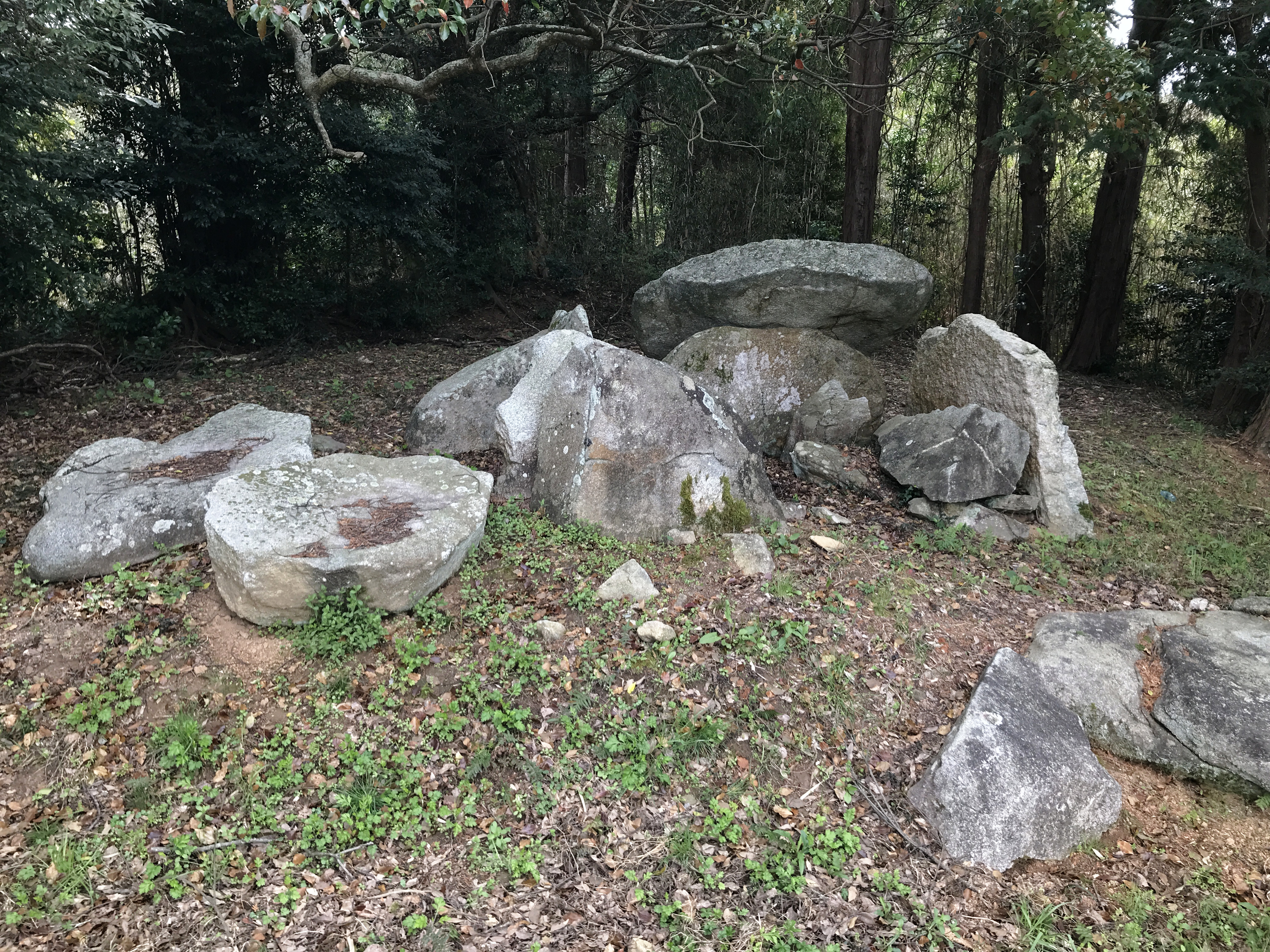
最高所の支石墓